# Computerspilsudgiver
En computerspilsudgiver er et selskab som udgiver computerspil, som de enten selv har udviklet, eller som har fået udviklet af en computerspilsproducent.
Som med bogudgivere eller udgivere af DVD-film, er computerspilsudgivere ansvarlige for deres spils fabrikation og markedsføring, herunder markedsundersøgelser og reklame.
De finansierer ofte udviklingen af spillet, nogle gange ved at betale en computerspilsproducent (udgiveren kalder dette ekstern producent) og nogle gange ved at betale en intern producent (dvs. at de er ejet af udgiveren) til at stå for udviklingen.
De store computerspilsudgivere distribuerer selv spillene de udgiver, mens de mindre udgivere, betaler distributionsselskaber (eller større computerspilsudgivere) for at distribuere spillene de udgiver.
Andre opgaver udgiveren har indbefatter, at betale for licenser, som spillet kan have benyttet; betale for internationalisering, layout, tryk på omslag, og eventuelt produktionen af indholdet i brugermanualen; og produktionen af det grafiske design på elementer som manualen og omslaget.
| Erhverv og erhvervsliv | Spire Denne artikel om erhverv, erhvervsliv og arbejdsmarked er en spire som bør udbygges. Du er velkommen til at hjælpe Wikipedia ved at udvide den. |